# 安德里伊夫卡 (霍羅德尼亞市鎮)
52°1′21″N 31°34′19″E / 52.02250°N 31.57194°E
安德里伊夫卡（烏克蘭語：Андріївка）是位於烏克蘭北部的村莊，由切爾尼希夫州切爾尼希夫區的霍羅德尼亞市鎮負責管轄。該村始建於1715年，面積2.3平方公里，海拔高度155米，2006年人口209，人口密度每平方公里90.87人。